# Spaceman (film, 2024)
Pour les articles homonymes, voir Spaceman.
Pour plus de détails, voir Fiche technique et Distribution.
Spaceman est un film américain réalisé par Johan Renck et sorti en 2024. Il s'agit d'une adaptation du roman tchèque Un astronaute en Bohême de Jaroslav Kalfař paru en 2017.
Il est présenté à la Berlinale 2024 avant sa diffusion sur Netflix.
L'astrophysicien Jakub Procházka est missionné par la Tchéquie pour une mission spatiale. Il doit analyser un important nuage de poussière aux environs de Jupiter. Un jour avant son départ, Jakub, assailli par les médias, préfère rester seul. Seul dans l'espace, il repense à toute sa vie et son passé : les liens de son père avec le parti communiste et la révolution de Velours, la mort accidentelle de ses parents, son enfance auprès de ses grands-parents et puis sa rencontre avec Lenka. Jakub remet en question toute sa vie sans trop penser à sa mission.

## Synopsis
L'astronaute tchèque Jakub Procházka effectue depuis six mois une mission spatiale visant à enquêter sur un mystérieux nuage de poussière et de particules, appelé Chopra, situé au-delà de Jupiter. La mission tchèque est arrivée peu avant les astronautes sud-coréens, étant la première à se lancer pour explorer Chopra. Jakub lutte contre la solitude et sa femme, Lenka, lui manque, elle qui a récemment cessé de lui parler après l'avoir laissé derrière elle, sans qu'il soit informé.
Lenka lui envoie un message lui disant qu'elle veut le quitter, mais le commissaire Tuma, le commandant de Jakub, l'empêche de lui faire parvenir, pour éviter que l'état mental de Jakub ne s'aggrave. Quelques jours plus tard, toujours sans nouvelles de Lenka, Jakub trouve une créature ressemblant à une araignée dotée de capacités télépathiques à l'intérieur d'un compartiment du vaisseau. La créature, que Jakub nomme Hanuš[a], souhaite mieux comprendre les humains et aider Jakub à surmonter sa solitude.
En explorant ses souvenirs, Hanuš en apprend davantage sur Jakub : son père était un informateur du parti communiste en Tchécoslovaquie et a été tué quand Jakub était jeune. Hanuš voit sa rencontre avec Lenka. Lorsqu'elle a fait une fausse couche, Jakub se concentrait davantage sur sa carrière de cosmonaute, allant jusqu'à la délaisser. Hanuš, désillusionné par ce qu'il voit, quitte le vaisseau, laissant Jakub en détresse.
Jakub s'arrange avec son technicien et bon ami, Peter, pour qu'il transmette un message à Lenka, lui demandant pardon pour sa négligence. Hanuš revient après cela, révélant qu'il est en train de mourir à cause d'une infection parasitaire qui a anéanti toute son espèce.
Les deux arrivent enfin au nuage Chopra, qui se révèle être un vestige du début de l'univers et où chaque instant du temps existe simultanément. Jakub rejoint Hanuš à l'extérieur du vaisseau spatial, tandis que ce dernier est englouti dans le nuage Chopra. Dans le nuage, Jakub arrive à la conclusion qu'il souhaite seulement être avec sa femme. Hanuš décède des suites de son infection.
Jakub est récupéré par le vaisseau spatial sud-coréen parti après lui. Jakub et Lenka parlent à nouveau ensemble.

## Fiche technique
Sauf indication contraire, les informations mentionnées dans cette section peuvent être confirmées par la base de données cinématographiques IMDb,  présente dans la section « Liens externes ».
- Titre original : Spaceman
- Réalisation : Johan Renck
- Scénario : Colby Day, d'après le roman Un astronaute en Bohême de Jaroslav Kalfař
- Photographie : Jakob Ihre
- Montage : n/a
- Musique : Max Richter
- Directeur artistique : Chris Shriver
- Designer à la production : Jan Houllevigue
- Costumes : Catherine George
- Producteurs : Reid Carolin, Tim Headington, Peter Kiernan, Michael Parets et Channing Tatum
- Coproducteurs : David Minkowski et Matthew Stillman
- Producteurs délégués : Barry Bernardi et Ben Ormand
- Sociétés de production : Free Association, Stillking Films et Tango Entertainment
- Sociétés de distribution : Netflix
- Budget : n/a
- Pays de production :  États-Unis
- Langue originale : anglais
- Format : couleur
- Genre : science-fiction, drame, aventures
- Durée : 107 minutes
- Dates de sortie[2] :
  - Allemagne : 21 février 2024 (Berlinale)
  - Monde : 1er mars 2024 (sur Netflix)

## Distribution
- Adam Sandler (VF : Serge Faliu) : Jakub Procházka
  - Petr Papánek : Jakub, jeune
- Carey Mulligan (VF : Élisabeth Ventura) : Lenka Procházka
- Paul Dano (VF : Donald Reignoux) : Hanuš, l'araignée (voix)
- Kunal Nayyar (VF : Jean-Christophe Dollé) : Peter
- Isabella Rossellini (VF : Pauline Larrieu) : le commissaire Tuma
- Lena Olin : Zdena

## Production
En octobre 2020, Netflix annonce que le roman Un astronaute en Bohême (Spaceman of Bohemia) de Jaroslav Kalfař, publié en 2017, va être adapté en film par Johan Renck avec Adam Sandler dans le rôle principal. En 2021, Carey Mulligan rejoint le film, dont le titre sera Spaceman. Paul Dano et Kunal Nayyar sont ensuite annoncés.
Le tournage débute en avril 2021 à New York et s'achève début juillet 2021 en Tchéquie,. Il se déroule notamment à Prague.

## Distinction

### Sélection
- Berlinale 2024 : sélection officielle, hors compétition